# لوران مادواس
لوران مادواس (فرانسوی: Laurent Madouas‎؛ زادهٔ ۸ فوریهٔ ۱۹۶۷) دوچرخه‌سوار اهل فرانسه است.